# 因幡之白兔

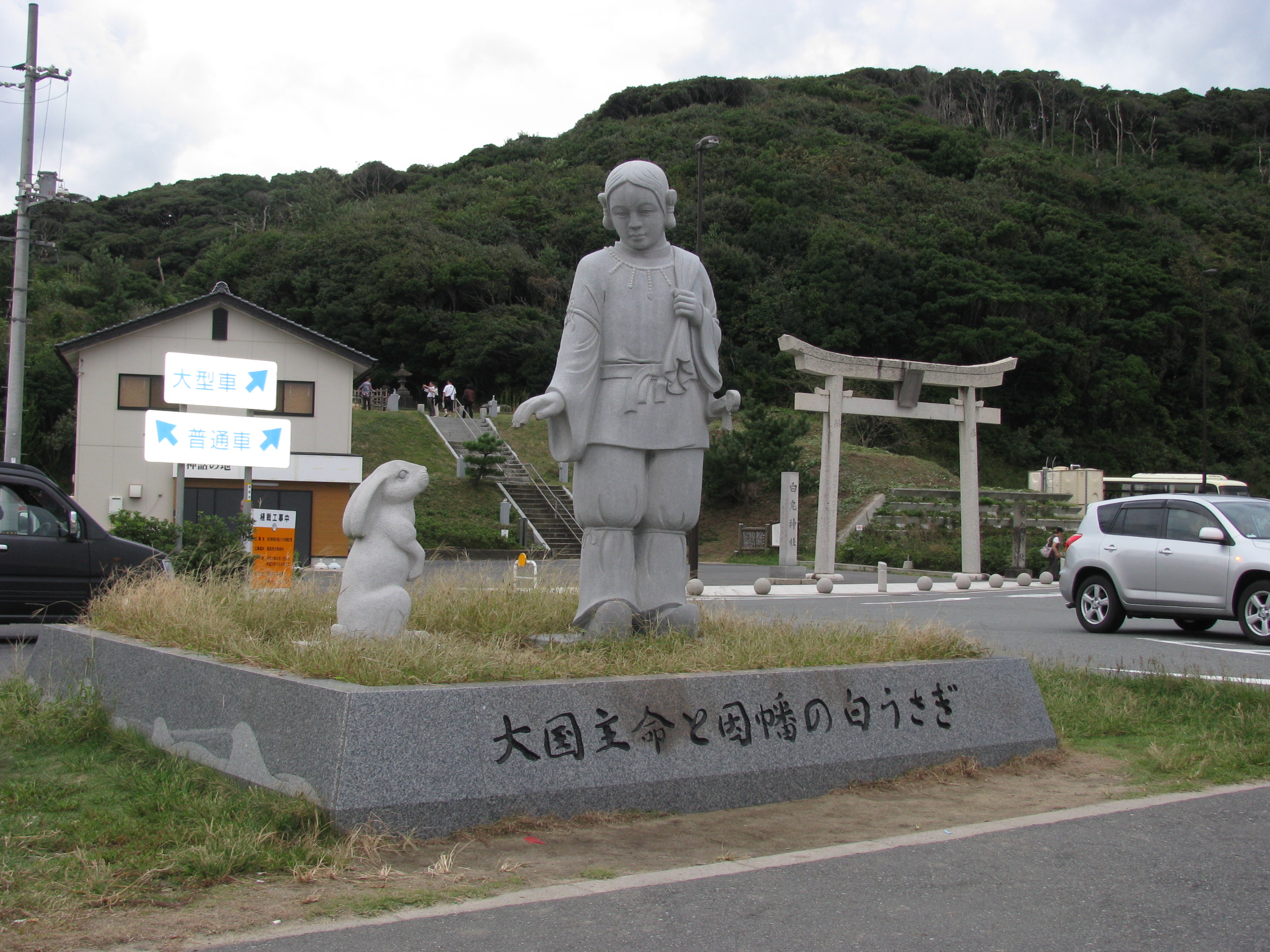
位於鳥取縣鳥取市白兔海岸的大國主神與白兔雕像

因幡之白兔乃出自《古事記》的日本神話故事，雖然該書記載成「稻羽之素菟」，不過一般習以「因幡之白兔」稱呼此故事。

## 概要

### 古事記之記載

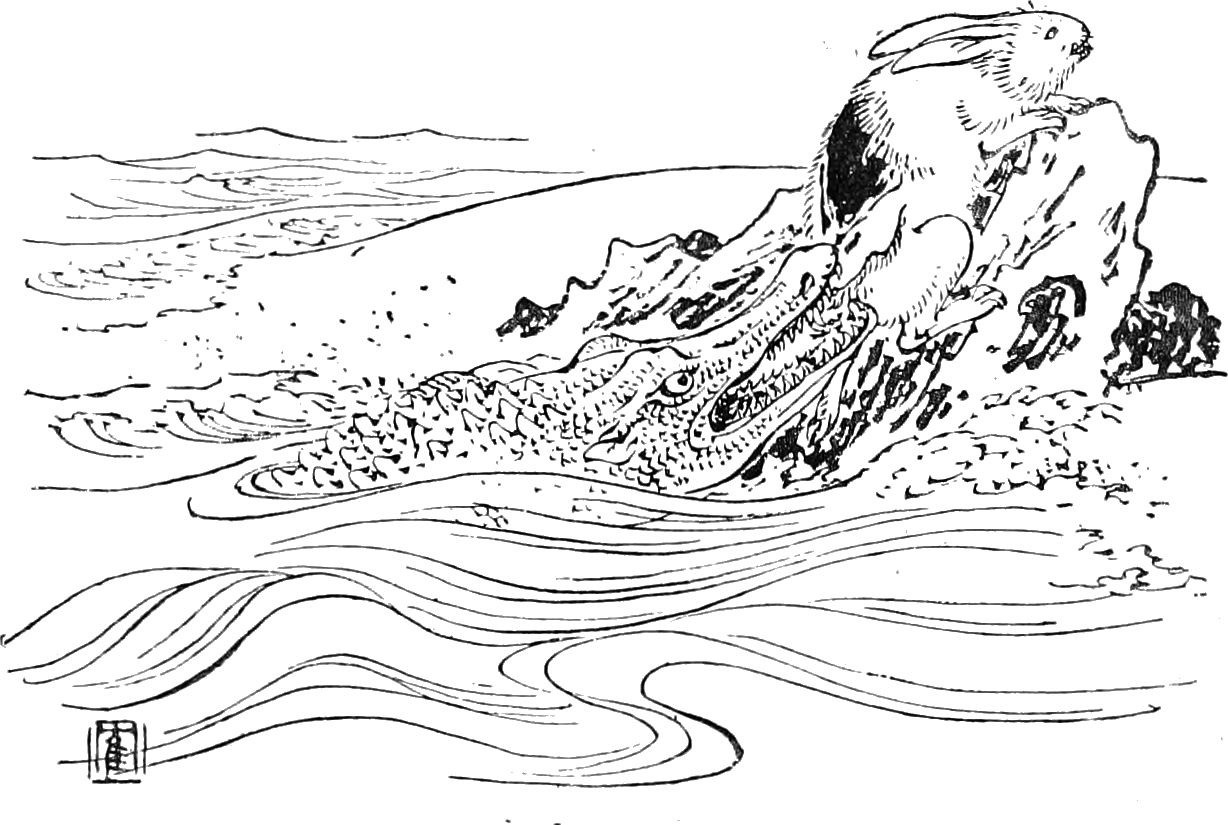
遭到剝皮的白兔
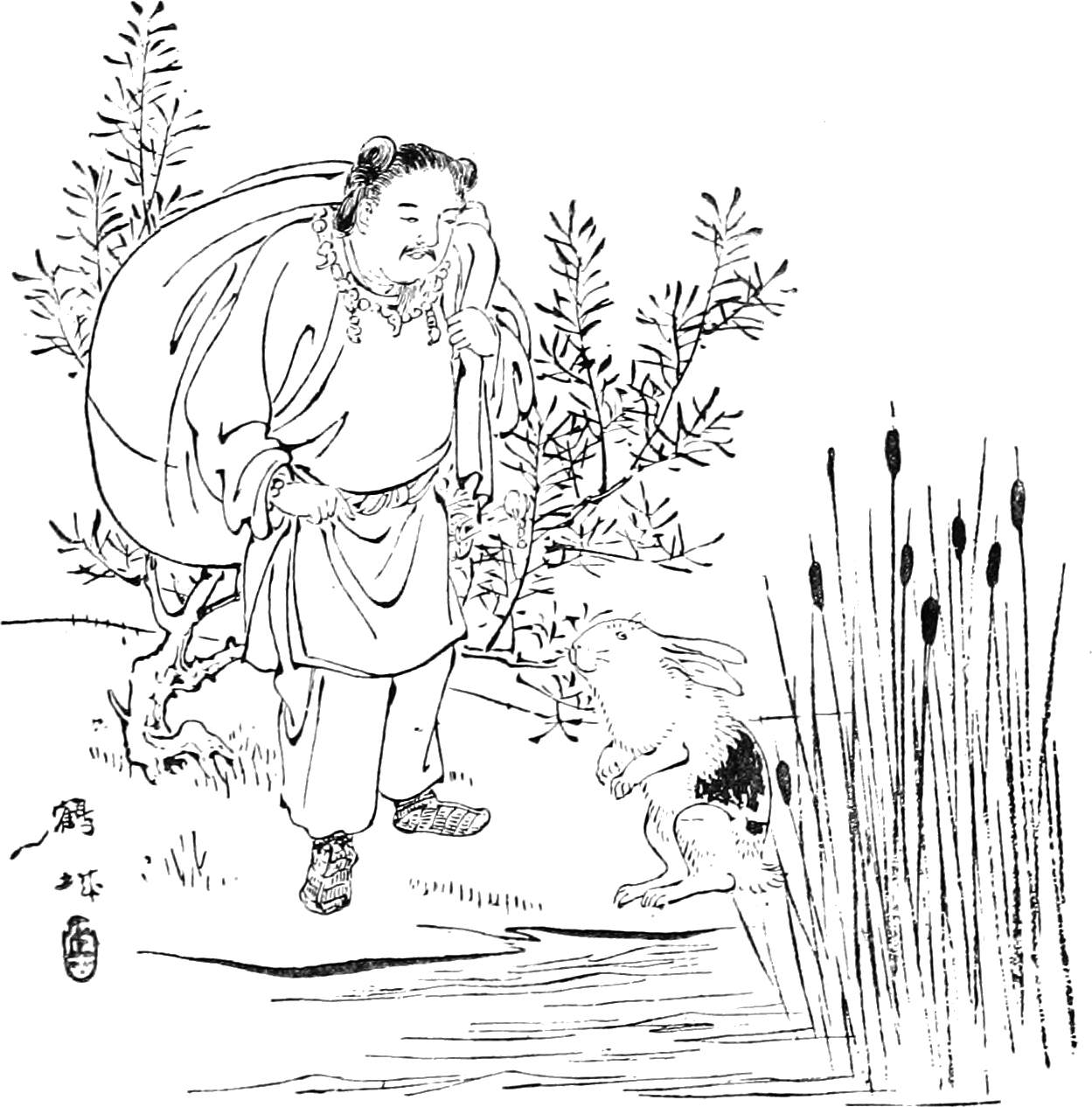
大國主與白兔

依《古事記》上卷的內容，大國主神共有八十個兄弟，所有兄弟皆讓出繼承權，由前者統治出雲，然而事情並非這麼順利。八十眾神仰慕因幡國（今鳥取縣）稻羽（いなば）之美人八上比賣，一同出發前往稻羽，且由大穴牟遲神（即大國主神）揹負所有人的行李袋。抵達氣多（けた，今鳥取縣鳥取市白兔海岸）之前，八十眾神見半路趴著一隻全身沒有皮的裸兔，告知曰：「你到海裡洗浴，再到高處風乾就可以讓傷口復原了。」白兔順著祂們的話照做，反倒全身龜裂痛苦不堪。隨後跟上的大穴牟遲神問白兔發生何事，後者答：「我在淤岐島打算渡至此地，欺騙了海鰐說：『我們來比比看你們海鰐比較多，或者我們兔子比較多。你們全部在海上排成一列至氣多海岸，我一隻隻走過一邊數，這樣就知道哪一族比較多。』他們果真排成列讓我踩著走到氣多海岸，可是我太得意忘形，說了句：『你們這些笨蛋！』排在最後的那隻海鰐竟把我全身的皮剝光了。後來我遇到八十眾神，祂們教我去海裡洗浴，再到高處風乾，反而使我渾身劇痛不堪！」。於是大穴牟遲神教導白兔先去水門用河水洗浴身體，再取河邊的蒲黃花粉，在花粉上滾一滾，就能恢復了。白兔照著指示做，果然皮膚不再劇痛，於是告訴大穴牟遲神：「八十眾神不會獲得八上比賣的芳心，祢雖然揹負著行李袋，一定能獲得她的芳心。」
原文為：

|  | 故、此大國主神之兄弟、八十神坐。然皆國者、避於大國主神。所以避者、其八十神、各有欲婚稻羽之八上比賣之心、共行稻羽時、於大穴牟遲神負帒、爲從者率往。於是到氣多之前時、裸菟伏也。爾八十神謂其菟云、汝將爲者、浴此海鹽、當風吹而、伏高山尾上。故、其菟從八十神之教而伏。爾其鹽隨乾、其身皮悉風見吹拆。故、痛苦泣伏者、最後之來大穴牟遲神、見其菟言、何由汝泣伏。菟答言、僕在淤岐嶋、雖欲度此地、無度因。故、欺海和邇此二字以音，下效此。言、吾與汝競、欲計族之多小。故、汝者隨其族在悉率來、自此嶋至于氣多前、皆列伏度。爾吾蹈其上、走乍讀度。於是知與吾族孰多。如此言者、見欺而列伏之時、吾蹈其上、讀度來、今將下地時、吾云、汝者我見欺言竟、卽伏最端和邇、捕我悉剥我衣服。因此泣患者、先行八十神之命以、誨告浴海鹽、當風伏。故、爲如教者、我身悉傷。於是大穴牟遲神、教告其菟、今急往此水門、以水洗汝身、卽取其水門之蒲黃、敷散而、輾轉其上者、汝身如本膚必差。故、爲如教、其身如本也。此稻羽之素菟者也。於今者謂菟神也。故、其菟白大穴牟遲神、此八十神者、必不得八上比賣。雖負帒、汝命獲之。 |

## 解說

### 關於稻羽
《古事記》並未明確指出「稻羽」是否位於因幡國，而日語中「いなば」可寫成稻葉、稻場，日本各處常見以此為地名。有趣的是，這個故事夾在素戔嗚尊的故事之間，而此神明居住之地乃出雲國，「因幡之白兔」的故事舞臺卻發生在鄰近的因幡國。

### 關於淤岐島和氣多
有人認為「淤岐島」乃現今島根縣隱岐郡隱岐島，更有人指明是該群島的沖之島；相反地也有人認為這個名字只是模糊地泛指某個海上小島而已。不過一般認為《古事記》既然寫明了「淤岐島」，應當是「淤岐都登理（おきつとり）」之縮寫，也就是「遠離陸地的海島」之意，所以「淤岐島」與「沖之島」同義。
相對於前段提到「淤岐島」乃現今島根縣隱岐郡隱岐島，有人認為「氣多之前」可能指鳥取縣鳥取市（舊高草郡）的氣多海岸（日语：或）或者鳥取市（舊氣多郡）的長尾鼻。有趣的是，現位於鳥取市的白兔海岸，距離海濱約150公尺恰有一小島（淤岐島），岸邊佈滿岩礁，遠觀狀似海鮫。鄰近的氣多海岸有一座八十眾神欺騙白兔風乾身體的「身干山」，而白兔神社內有一座「不增不滅之池」，二戰前蒲黃叢生，傳說就是白兔洗浴身體的水門與將全身撲滿花粉之處。

### 關於白兔神社
江戶時代初期鳥取藩的侍醫小泉友賢所著之《因幡民談記》提及，有一本《塵添壒囊鈔》（じんてんあいのうしょう）考察俗稱的「老兔」究竟是大兔明神或老兔明神。話說回來，完成於延長5年（927年）的《延喜式神名帳》（えんぎしきじんみょうちょう）並未記載關於因幡國白兔神社的資料。

### 關於「素菟」
關於「兔」字，日本各地白兔神社的祭神名多寫成「白兔神」、「白兔明神」等，但是《古事記》卻寫成草字頭的「菟」、「裸菟」、「稻羽之素菟」等。江戶時代的國學專家本居宣長認為，此「素」字意指一絲未裹、一塵不染之意。日本傳統一向將白色動物視為吉祥的徵兆，比如傳說倭建命死後靈魂化作白鳥，歷史上亦有記載動物突然變白（白鹿、白蛇、白龜等），於是做為吉兆向朝廷獻上等情事。
由於日語發音相近，「白兔明神」容易與「白鷺明神」混淆，但日本民間傳說後者是專門除去天花惡疾疱瘡神的神明。疱瘡神乃凶神，與個性乖戾凶暴的素戔嗚尊（須佐之男命）類似。於是有人把大穴牟遲神在「因幡之白兔」後遭遇須佐之男命種種考驗的故事，指稱疱瘡神與須佐之男命有所關聯。

### 關於「和邇」
《古事記》將故事裡的海鰐寫成「和邇」，但是這種爬蟲類動物並非原產於日本。雖然另一本古籍《出雲國風土記》的安來鄉條亦曾出現「和邇」二字，歷年來引起許多學者的爭論。「鰐」和「和邇」皆讀成「わに」，但日文的古語與現代語常出現讀音和意義不相符的狀況，更加深了「和邇」之謎。再者日文也用「わに」稱呼複數，故「和邇」可能代表多隻的複數動物。從古墳時代至奈良時代間流傳下來的銅鏡中，被稱為海獸鏡及鼉龍鏡上皆有體態修長之獸，這種發祥於中國的獸紋可能代表青龍、海蛇、鯊魚、水蛇、蛟龍或鱷魚，甚至是名為「大海蛇」的海怪動物。更何況，《古事記》還曾出現像「八岐大蛇」這種虛構的動物呢。因此關於「和邇」究竟是何種動物，出現以下諸說：

#### 鯊魚之說
一般的研究文獻比較傾向此種說法，因為日文裡有「鰐鮫（わにざめ）」之詞彙，用以表示猙獰兇猛的鯊魚。其中「鰐」字雖讀成「わに」，卻不代表鱷魚（日文讀音亦為わに）；至於「鮫」字，在平安時代中期寫成的類書《和名類聚抄》裡有收錄，代表日本自平安時代以降便使用此「鮫」字。
舊因幡國（今鳥取縣東部）屬山陰地方，其方言也將鯊魚叫做「わに」。歷史學者喜田貞吉以自己在隱岐島吃刺身時，女服務生稱之為「わに」的經驗，贊同「わに」即為鯊魚的說法，後來明治36年（1903年）的國定教科書亦採取這種說法。
在《古事記》山幸彥與海幸彥的故事中出現的「一尋和邇」（ひとひろわに）頸上佩戴著火折尊相贈的紐小刀（附有繫繩的小刀），這條一尋和邇被稱為佐比持神（さひもち の かみ）。「佐比（さひ）」即為刀，像雙髻鯊的頭部貌似持著刀的模樣，故「和邇」在此意為鯊魚。另外，自古以來雙髻鯊即出沒在日本近海區域。而《日本書紀》山幸彥與海幸彥的故事裡，第四種說法記載「海神所乘駿馬者，八尋鰐也。是竪其鰭背，而在橘之小戶」，也就是說海神乘坐的駿馬為「八尋鰐」，脊背上豎有一鰭，很明顯的就是鯊魚。此外，《日本書紀》還提到「事代主神化為『八尋熊鰐』，通三島溝槭姬（或云玉櫛姬）而生兒姬蹈鞴五十鈴姬命，是為神日本磐余彥火火出見天皇之后」。
《肥前國風土記》佐嘉郡條記載佐嘉川上有石神世田姬，另有海神（謂鰐魚）年常逆流而上到前者住所。《出雲國風土記》仁多郡條提及該郡正南23里有座戀山，傳說「和爾」因迷戀阿伊村坐神玉日女命，故溯溪而上；但是玉日女命用石頭把河川堵住，讓和爾無法再前進，故云戀山。跟《記紀》二書「海洋的和邇」相較，這些文獻紀錄的皆是「河川的和邇」。不過鱘魚、公牛鯊等都能溯流而上，表示也有棲息於淡水的鯊魚。此外，《出雲國風土記》意宇郡安來鄉條記載語臣豬麻呂之女到安來鄉毘賣埼（ひめさき）遊玩，卻被「和邇」吃掉。豬麻呂埋葬女兒後悲憤不已，擦槍磨箭並到海邊向天神祈禱。只見百餘頭和邇靜靜圍繞著其中一頭和邇，豬麻呂迅速舉起鉾鎗殺之，百餘頭和邇便退散。豬麻呂割開這頭和邇，發現了女兒的小腿，遂將其屍肉串掛在路旁。由於出雲國出產鯊魚，故這裡的和邇做「鯊魚」解。

#### 海蛇之說
依照《古事記》上卷之記載，豐玉毘賣命在臨盆時化成「八尋和邇（やひろわに）」在地上匍匐委蛇，嚇得偷窺的火遠理命驚退。20世紀初期的日本史學者津田左右吉參照佛教的那伽（水蛟、龍神）信仰，解釋假如「和邇」是鯊魚，豐玉毘賣命不可能匍匐委蛇地在地上扭曲身體，海蛇才有可能如此。不過，也有人從這個論點將和邇解釋成鱷魚。

#### 鱷魚之說
東南亞有許多地區流傳著鱷魚的傳說，尤其印尼有鱷魚揹著豆鹿（體型嬌小的鹿）和猿猴涉水而過的民間故事，所以有人認為與此有關連性。另外也有人認為「和邇」來自中國華南地區：古墳時代倭五王遣使南朝，而華南地區乃揚子鱷的棲息地，自中國引進稻作文化的倭人順便將看到鱷魚的見聞帶回日本。或許編撰《古事記》的人在偶然情況下想起這段見聞，遂將「鰐」、「和邇」與鱷魚作連結。不過如此一來，華南地區河川裡的鱷魚跟日本「淤岐島」的海洋無法兜攏，留下一個疑問。咸水鰐实际上可能漂到西表岛以及奄美大岛以及八丈岛。
小說家司馬遼太郎曾提及，古籍云豐玉毘賣命臨盆時化成八尋和邇匍匐委蛇，他認為「八尋鱷魚」才是「匍匐」，因為鱷魚本來就趴在地上。有人卻反駁說，鱷魚用四隻腳支撐著身體，怎麼能說趴在地上呢？根據平安時代的類書《和名類聚抄》的解釋：
1. 鰐：麻果切韵，音萼、和邇，似鱉、有四足、喙長三尺。甚利齒，虎及大鹿渡水，鰐撃之皆中斷[8]。
2. 鮫：音交、和名佐米、魚皮有文，可以飾刀劍者也[9]。

以上可證明相對於意為鯊魚的「鮫」（音佐米〔〕），平安時代的日本人使用「鰐」（音和邇〔〕）來表達四足爬蟲類動物的鱷魚。

#### 鰐魚和鯊魚之說
在《和名類聚抄》尚未問世之前，日本沒有任何書籍使用「鮫」這個字，因此古語的「和邇」（總稱）在《和名類聚抄》之後區分成「鰐」及「鮫」；後來的《訓蒙圖彙》及《和漢三才圖會》皆將「鰐」及「鮫」區分得很清楚。從生態上來看，《出雲國風土記》意宇郡安來鄉條所記載的毘賣埼之和邇因為能夠爬上岸，所以被視為灣鱷。同書之仁多郡條記載戀山的和爾因石頭堵住河川而無法前進，則被視為公牛鯊。

#### 其他之說
《壹岐國風土記》軼文提到鯨伏鄉地名之由來：「昔者鮐鰐追鯨，鯨走來隱伏，故云『鯨伏』。鰐並鯨並化為石，相去一里，昔者俗云鯨為『伊佐』（譯注：鮐原為海魚，亦有年老之意，此以鮐鰐引作大鰐也）」。其中「鮐鰐」讀作「わに」，與「和邇」同音。其實類似這種陸上動物欺騙水中動物幫忙渡水的神話故事，世界各地皆有，尤其東南亞和印度為甚，甚至到了近現代，也有起源於20世紀早期的俄羅斯的《蠍子與青蛙》（The Scorpion and the Frog）的故事。故有人認為大國主神神話故事的橋段多多少少都有其他地區神話的影子。

### 關於醫療
大穴牟遲神教導白兔先去水門用河水洗浴身體，再取河邊的蒲黃花粉，在花粉上滾一滾的醫療方式，日本最初的醫藥古籍亦有紀錄。中藥有一種名為「蒲黃」的藥方，具有利尿、活血、化瘀止血的療效。此外，大穴牟遲神因為這個神話故事，以及《日本書紀》提到祂和少彥名神共同制定診療疾病的方法，一起被尊為醫藥之神。

## 世界各地的類似神話

### 西伯利亞
在西伯利亞有些少數民族流傳狐狸被蒼鷺運送至孤島，狐狸叫海豹排成一列，踩在牠們的背脊上計算數目通過，結果最前頭的狐狸遭獵人捕殺，剝下其毛皮。

### 非洲
有一則流傳在非洲的民間故事，描述一隻兔子靠著智慧拯救了差點被鱷魚吃掉的人類，後來人類的妻子生病，巫師表示必須吃兔肉才能把病治好。因為兔子是救命恩人，人類並不答應，彎腰想要安慰兔子，但後者誤以為前者要抓牠，拔腿便向外跑。巫師馬上喚狗去追，於是兔子被咬掉半截尾巴，變成今日短尾的樣子。

## 信仰
受到此神話故事之影響，現鳥取縣鳥取市白兔海岸邊有一座創設年代不明的白兔神社，祭拜「白兔神」（舊稱大兔大明神、白兔大明神等）。

### 引用
1. ↑  參看《日本神話 ― 神々の壮麗なるドラマ 》，戶部民夫著，新紀元社，2003年10月，ISBN 978-4775302033，p. 73.
2. ↑  參考《神々の流竄》，梅原猛 著，集英社文庫，1985年12月13日，ISBN 978-4087490640.
3. ↑  請看（日語）「因幡のシロウサギ神話」の不思議 （页面存档备份，存于）內容介紹。
4. ↑  參看（日語）『古事記傳』１０－１ （页面存档备份，存于）。
5. ↑  參看其著作《日本古典の研究》，岩波書店，1948年。
6. ↑  見《古事記（中）全訳注》，次田真幸著，講談社學術文庫208，講談社，1980年12月5日，ISBN 978-4061582088。
7. ↑  參看《街道をゆく 27 因幡・伯耆のみち、檮原街道》，司馬遼太郎著，朝日新聞出版，2009年2月6日，ISBN 978-4022644800。
8. ↑  參看（日語）早稲田大学図書館蔵《倭名類聚抄》：鱗介部第三十 竜魚類第二百三十六 （页面存档备份，存于）。
9. ↑  參見（日語）早稲田大学図書館蔵《倭名類聚抄》：鱗介部第三十 竜魚類第二百三十六 （页面存档备份，存于）。
10. ↑  請見（日語）國土としての始原史：「風土記逸文」～西海道[永久]。
11. ↑  請見 古事記日本書紀の解明：作成の動機と作成の方法 （页面存档备份，存于），赤城毅彥著，文藝社，2006年，ISBN 4286017303。
12. ↑  請見《史談-日本医史：大穴牟遲神》，富士川游著，〈中外医事新報835号〉，1915年，頁47。
13. ↑  請看 蒲黃 （页面存档备份，存于）。
14. ↑  請見《世界昔話ハンドブック》，稻田浩二著，三省堂，2004年3月，ISBN 978-4385410494。

### 來源
書籍
- 《八百万の神々 日本の神霊たちのプロフィール》，戶部民夫 著，新紀元社，1997年12月，ISBN 978-4883172993.
- 《日本神樣事典》，CR&LF研究所 著，賴又萁 譯，商周出版社，2012年3月11日，ISBN 9789862721315.

## 外部連結
- （日語）鳥取県観光案内 とっとり旅の生情報 - 神話「因幡の白うさぎ」探訪